# Spektrum Tower
Spektrum Tower (dawniej TP S.A. Tower lub Twarda Tower) – wieżowiec biurowy przy ulicy Twardej 18 w Warszawie, dawna siedziba Telekomunikacji Polskiej.

## Opis
Projektantami budynku są firmy Apar-Projekt i Arca A&C. Projekt techniczny elewacji wykonały firmy Alfa Planung Polska oraz Tempo.
Pierwotnie budynek miał być ukończony na podstawie umowy zawartej dnia 1 sierpnia 1997 roku z firmą PIA Piasecki na dzień 30 czerwca 2002 roku. Jednak pierwotny wykonawca nie był w stanie dokończyć budowy i pod koniec 2002 roku została zerwana umowa, a na początku 2003 roku TP zawarła umowę na dokończenie budynku z firmą PORR Polska. Wybudowanie i wykończenie wieżowca w 2003 roku kosztowało łącznie około 350 milionów złotych.
Na pięciu podziemnych kondygnacjach, sięgających 16,5 metra głębokości znajduje się parking podziemny na 314 pojazdów ze stacją ładowania samochodów elektrycznych. Budynek obsługuje 6 szybkobieżnych wind wewnętrznych, dwie windy panoramiczne, dwie obsługujące poziom garażu oraz przeciwpożarowa winda towarowa. Cechą charakterystyczną budynku jest zewnętrzna panoramiczna winda jeżdżąca z prędkością 2,5 m/s w odchylonym o 14° od pionu szybie. W budynku było kilka apartamentów mieszkalnych oraz kawiarnia i dwie restauracje, sala kinowa / aula na 200 osób. Konstrukcja nie jest zwieńczona żadnym masztem, gdyż na dachu budynku znajduje się lądowisko dla śmigłowców. Projekt posiada certyfikat BREEAM na poziomie Very Good.
W lipcu 2008 roku TP sprzedała swoją siedzibę przy ul. Twardej duńskiemu funduszowi inwestycyjnemu Baltic Property Trust Optima, podpisując jednocześnie umowę na jej wynajem. Duńczycy sprzedali w 2012 roku biurowiec londyńskiemu funduszowi Europa Capital LLP, należącemu do globalnej korporacji Rockefeller Group. Obecnym właścicielem i zarządcą budynku jest spółka Globalworth. 
22 grudnia 2009 roku podpisała umowę z Bouygues Immobilier Polska na budowę i wynajem nowej siedziby Grupy TP, nazywanej Miasteczkiem Orange, przy Alejach Jerozolimskich 160. TP przestała użytkować biurowiec przy ul. Twardej 18 we wrześniu 2013 roku.